# Hames-Boucres

Hames-Boucres este o comună în departamentul Pas-de-Calais, Franța. În 1 ianuarie 2022 avea o populație de 1.428 de locuitori.